# Makiko Nagaya
Makiko Nagaya (jap. 長屋 真紀子 Nagaya Makiko;  * 8. Oktober 1955 in Rikubetsu) ist eine ehemalige japanische Eisschnellläuferin.

## Werdegang
Nagaya wurde fünfmal japanische Meisterin im Sprint-Mehrkampf (1975–1979) sowie einmal im Kleinen Vierkampf (1978) und trat international erstmals bei der Sprintweltmeisterschaft 1974 in Innsbruck in Erscheinung, wobei sie den 20. Platz im Sprint-Mehrkampf errang. In der Saison 1974/75 lief sie bei der Sprintweltmeisterschaft 1975 in Göteborg auf den sechsten Platz im Sprint-Mehrkampf und bei der Mehrkampfweltmeisterschaft 1975 in Assen auf den 12. Rang im Kleinen Vierkampf. In der Saison 1975/76 wurde sie bei den Olympischen Winterspielen 1976 in Innsbruck Neunte über 1000 m sowie Siebte über 500 m und bei der Sprintweltmeisterschaft 1976 in Berlin Achte im Sprint-Mehrkampf. In den folgenden Jahren lief sie bei der Mehrkampfweltmeisterschaft 1977 in Keystone auf den 18. Platz im Kleinen Vierkampf, bei der Sprintweltmeisterschaft 1977 in Alkmaar auf den 17. Rang im Sprint-Mehrkampf, bei der Sprintweltmeisterschaft 1978 in Lake Placid auf den 18. Platz im Sprint-Mehrkampf und bei der Sprintweltmeisterschaft 1979 in Inzell auf den 14. Platz im Sprint-Mehrkampf. In der Saison 1979/80 belegte sie bei der Sprintweltmeisterschaft 1980 in West Allis den 12. Platz im Sprint-Mehrkampf und startete bei den Olympischen Winterspielen 1980 in Lake Placid letztmals international, wobei sie den 22. Platz über 1000 m und den fünften Platz über 500 m errang.

## Erfolge

### Olympische Spiele
- 1976 Innsbruck: 7. Platz 500 m, 9. Platz 1000 m
- 1980 Lake Placid: 5. Platz 500 m, 22. Platz 1000 m

### Mehrkampf-Weltmeisterschaften
- 1975 Assen: 12. Platz Kleiner Vierkampf
- 1976 Gjøvik: 21. Platz Kleiner Vierkampf
- 1977 Keystone: 18. Platz Kleiner Vierkampf
- 1980 Hamar: 18. Platz Kleiner Vierkampf

### Sprint-Weltmeisterschaften
- 1974 Innsbruck: 20. Platz Sprint-Mehrkampf
- 1975 Göteborg: 6. Platz Sprint-Mehrkampf
- 1976 Berlin: 8. Platz Sprint-Mehrkampf
- 1977 Alkmaar: 17. Platz Sprint-Mehrkampf
- 1978 Lake Placid: 18. Platz Sprint-Mehrkampf
- 1979 Inzell: 14. Platz Sprint-Mehrkampf
- 1980 West-Allis: 12. Platz Sprint-Mehrkampf

## Persönliche Bestzeiten
| Disziplin | Zeit        | Datum             | Ort         |
| --------- | ----------- | ----------------- | ----------- |
| 500 m     | 41,81 s     | 20. Januar 1979   | Davos       |
| 1000 m    | 1:26,52 min | 27. Januar 1979   | Inzell      |
| 1500 m    | 2:16,71 min | 7. Dezember 1978  | Matsumoto   |
| 3000 m    | 5:07,65 min | 21. Dezember 1979 | Fujiyoshida |